# Kay Pollak
Kay Gunnar Leopold Pollak (Göteborg, 21 maggio 1938) è un regista e sceneggiatore svedese.
Con il film As It Is in Heaven (Så som i himmelen) ha ricevuto la candidatura per l'Oscar al miglior film in lingua straniera ai Premi Oscar 2005.

## Filmografia parziale
- Elvis! Elvis! (1976)
- Barnens ö (1980)
- Älska mej (1986)
- As It Is in Heaven (Så som i himmelen) (2004)
- Så ock på jorden (2004)

## Premi e riconoscimenti
Guldbagge
1981 - Miglior regista per Barnens ö
2005 - Candidatura per il miglior regista per As It Is in Heaven
2005 - Candidatura per la migliore sceneggiatura per As It Is in Heaven